# Luisa Carlota de Mecklemburgo-Schwerin
Luisa Carlota de Mecklemburgo-Schwerin (en alemán, Luise Charlotte von Mecklenburg-Schwerin; Schwerin, 19 de noviembre de 1779-Gotha, 4 de enero de 1801) fue una princesa alemana de la Casa de Mecklemburgo. Fue la segunda hija del gran duque Federico Francisco I de Mecklemburgo-Schwerin, y de su esposa, la princesa Luisa de Sajonia-Gotha-Altemburgo. 

## Biografía
El 21 de octubre de 1797, Luisa Carlota contrajo matrimonio con el príncipe heredero Augusto de Sajonia-Gotha-Altemburgo, hijo de los duques reinantes Ernesto II de Sajonia-Gotha-Altemburgo y Carlota de Sajonia-Meiningen. Tuvieron una única hija, Luisa, nacida en el año 1800. La pareja sólo estuvo casada cuatro años debido a la repentina muerte de Luisa Carlota en 1801, a los 21 años de edad.

## Hija
| Nombre                                  | Nacimiento              | Muerte               | Notas |
| --------------------------------------- | ----------------------- | -------------------- | --- |
| Luisa, duquesa de Sajonia-Coburgo-Gotha | 21 de diciembre de 1800 | 30 de agosto de 1831 | Casada en 1817 con el duque Ernesto I de Sajonia-Coburgo-Gotha, con descendencia. Casada en secreto en 1826 con Luis Alejandro de Hanstein, conde de Pölzig. |

## Títulos y tratamientos
- 19 de noviembre de 1779-21 de octubre de 1797: Su Alteza Serenísima la duquesa Luisa Carlota de Mecklemburgo-Schwerin.
- 21 de octubre de 1797-4 de enero de 1801: Su Alteza Serenísima la princesa heredera de Sajonia-Gotha-Altemburgo.

- Datos: Q61781
- Multimedia: Louise Charlotte of Mecklenburg-Schwerin, Duchess of Saxe-Gotha-Altenburg / Q61781